# José Costa
José Alberto Barroso Machado e Costa (* 31. října 1953) je bývalý portugalský fotbalista, levé křídlo. Po skončení aktivní kariéry se stal trenérem.

## Reprezentační kariéra
Costa odehrál za Portugalsko 24 zápasů a vstřelil jeden gól. Debutoval dne 8. března 1978 v přátelském utkání s Francií.
Svůj poslední reprezentační zápas odehrál dne 28. října 1983 proti Polsku v kvalifikaci na E
Mistrovství Evropy 1984, zápas skončil vítězstvím Portugalska 1:0.
| # | Datum         | Stadion                                 | Soupeř | Skóre na | Výsledek | Soutěž          |
| - | ------------- | --------------------------------------- | ------ | -------- | -------- | --------------- |
| 1 | 20. září 1978 | Estádio do Bonfim, Setúbal, Portugalsko | USA    | 1: 0     | 1 : 0    | Přátelský zápas |